# الحجاوي
شَرَفُ الدِّينِ أَبُو النَّجَا مُوسَى بْنُ أَحْمَدَ بْنِ مُوسَى بْنِ سَالِمِ بْنِ عِيسَى بْنِ سَالِمٍ الْحَجَّاوِيُّ الْمَقْدِسِيُّ الصَّالِحِيُّ الدِّمَشْقِيُّ الْحَنْبَلِيُّ ويُعرف اختصارًا بـ موسى الحجاوي أو الحجاوي (895 – 12 ربيع الأول 968هـ / 1489 – 10 ديسمبر [كانون الأول] 1560م)، فقيه حنبلي، من أهل دمشق. كان مفتي الحنابلة وشيخ الإسلام فيها، نسبته إلى (حجّة) من قرى نابلس. ولد سنة 895 هـ بقرية حَجَّة من قرى نابلس، وبها نشأ، وقرأ القرآن وأوائل الفنون، وأقبل على الفقه إقبالاً كلياً، ثم ارتحل إلى دمشق، فسكن في مدرسة الشيخ أبي عمر، وقرأ على مشايخ عصره، ولازم العلامة الشهاب الشويكي في الفقه إلى أن تمكن فيه تمكناً تاماً، وكان إماماً بارعاً محدثاً فقيهاً أصولياً ورعاً، وصار إليه المرجع وعليه المعول في تحقيق مذهب الإمام أحمد في الديار الشامية. وكان موسى الحجاوي من ذرية ابن عم موفق الدين الحجاوي المسمى بالمجد سالم، وقيل: بل من ذرية الموفق نفسه.

## نشأته
نشأ في قرية حجّة في نابلس، وقرأ القرآن وأوائل الفنون، وأقبل على الفقه إقبالًا كليًا، ثم ارتحل إلى دمشق، فسكن في مدرسة الشيخ أبي عمر، وقرأ على مشايخ عصره، ولازم الشويكي في الفقه إلى أن تمكن فيه تمكنًا تامًا، وانفرد في عصره بتحقيق مذهب أحمد بن حنبل، وصار إليه المرجع، وأم بالجامع المظفّري عدة سنين، واشتغل عليه جمع من المشايخ ففاقوا، كما تولى التدريس بالجامع الأموي، وتدريس الحنابلة في مدرسة الشيخ أبي عمر.

## مشايخه
أخذ الحجاوي العلم عن جماعة من علماء عصره، منهم:
- محب الدين أبو بكر أحمد بن محمد بن محمد بن أحمد بن محمد القرشي الهاشمي العقيلي النويري المكي الشافعي (ت 916هـ)، خطيب المسجد الحرام.
- نجم الدين أبو حفص عمر بن إبراهيم بن محمد بن مفلح الصالحي (848 - 919هـ).
- شهاب الدين أبو الفضل أحمد بن محمد بن أحمد بن عمر بن أحمد بن أبي بكر بن أحمد العلوي الشويكي النابلسي الصالحي (876 - 939 هـ)، صاحب كتاب "التوضيح في الجمع بين المقنع والتنقيح".
- شمس الدين أبو عبدالله محمد بن علي بن محمد، الشهير بابن طولون الدمشقي الصالحي الحنفي (880 - 953هـ)، صاحب المؤلفات الكثيرة، ومنها "ذخائر القصر في تراجم نبلاء العصر".[8]

## تلاميذه
أخذ عنه العلم جماعة من أبناء بلده وغيرهم، منهم:
- الشيخ محمد بن إبراهيم بن محمد بن أبي حميدان المشهور بـ(أبي جدة) النجدي الأشيقري مولدًا وموطنًا، رحل إلى الشام ولازم الحجاوي سبع سنين ملازمة تامة، وتوفي آخر القرن العاشر.
- الشيخ زامل بن سلطان بن زامل الخطيب، من آل يزيد من بني حنيفة، المقرني النجدي، قاضي الرياض، المتوفى في النصف الأخير من القرن العاشر.
- الشيخ شمس الدين محمد بن محمد بن أحمد بن عمر بن شمس الدين محمد بن علي بن عمر سبط الرجيحي (916 - 1002هـ)، قاضي الحنابلة ومرجعهم بدمشق.
- الشيخ شهاب الدين أحمد بن محمد بن أحمد أبو العباس الشويكي الحنبلي (937 - 1007 هـ).
- الشيخ إبراهيم بن محمد، المعروف بابن الأحدب الزبداني الأصل الشافعي (ت 1010هـ)، الرُّحلة المعمَّر.
- الشيخ أبو بكر بن زيتون الصالحي الحنبلي (ت 1012هـ).
- الشيخ أحمد بن محمد بن مشرف بن عمر بن معضاد الوهيبي التميمي الحنبلي (ت 1012هـ)، قاضي أشيقر، ولد في بلدة أشيقر، وقرأ على علمائها، ثم سافر إلى دمشق، ولازم الشيخ الحجاوي ملازمة تامة، ثم عاد إلى نجد وولي قضاء أشيقر، وبقي فيها حتى توفي.
- الشيخ شهاب الدين أحمد بن أبي الوفاء بن مفلح الوفائي الدمشقي الحنبلي (934 - 1038هـ)، من بني مفلح، البيت المشهور بالعلم والرياسة بالشام.[8]

## مؤلفاته
له العديد من المؤلفات في الفقه الحنبلي منها:
- الإقناع: وهو من أجلّ كتب الفقه عند الحنابلة، جرّد فيه الصحيح من مذهب الإمام أحمد. قال ابن العماد: «لم يؤلف أحد مؤلفا مثله في تحرير النقول وكثرة المسائل».[9]
- زاد المستقنع في اختصار المقنع: اقتصر فيه على القول الراجح في مذهب الإمام أحمد، وحذف ما يندر وقوعه من المسائل مما هو مذكور في أصله الذي هو المقنع، وزاد من الفوائد ما يعتمد على مثله مما ليس في المقنع.
- حاشية التنقيح.
- فتح الوهاب شرح منظومة الآداب.
- منظومة الكبائر.
- حاشية على الفروع
- شرح المفردات
- شرح غريب لغات الإقناع

## وفاته
اختلف في سنة وفاته؛ فقيل: إنه توفي سنة (960هـ)، ذكر ذلك صاحب الشذرات، فقال في حوادث سنة (960هـ): وتوفي يوم الخميس، الثاني والعشرين من ربيع الأول، ودفن بأسفل الروضة.
وقيل: إنه توفي سنة (968هـ)، وذلك يوم الخميس سابع عشر ربيع الأول منه، ذكر ذلك غالب من ترجم له.
وقيل: إنه توفي سنة (948هـ)، وذكر بعضهم هذا القول بناء على خطأ وقع في طبعة لكتاب "عنوان المجد لابن بشر"، حيث إنه في أثناء كلامه على سابقة في سنة (948هـ) ذكر في آخرها: (وفيها توفي الشيخ... إلخ) وسقط من هذه الطبعة جملة: (وفي ثمان وستين وتسعمائة توفي الشيخ ....) إلخ.

## الهوامش
1: حُدِّد التاريخ الميلادي باستخدام محوِّل التاريخ في موقع التقويم الهجري الرسمي للمملكة العربية السُّعودية